# Balnica

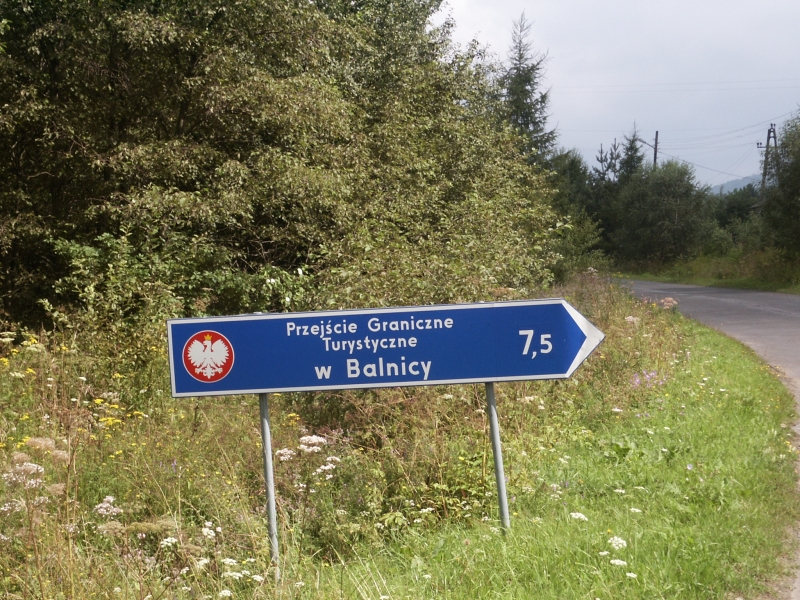
Drogowskaz w Maniowie do dawnego przejścia w Balnicy

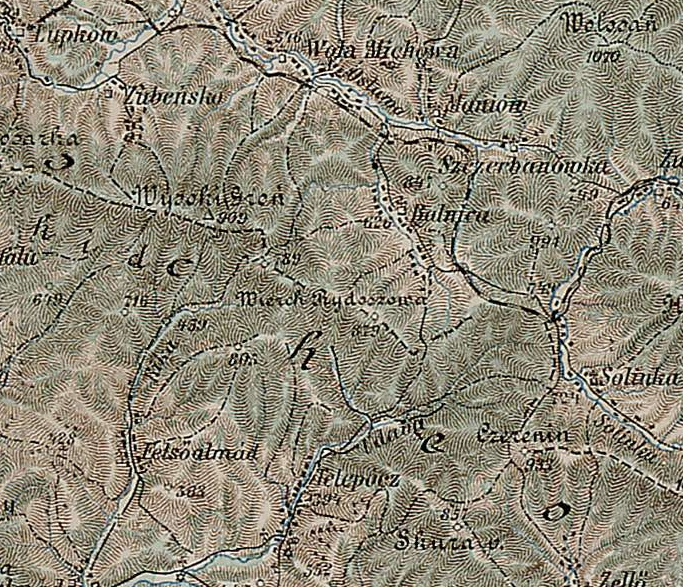
Balnica na mapie z 1899 roku

Balnica – osada w Polsce położona w województwie podkarpackim, w powiecie sanockim, w gminie Komańcza. Miejscowość w rejestrze TERYT figuruje jako osada.
Wieś królewska Banica położona na przełomie XVI i XVII wieku w ziemi sanockiej województwa ruskiego, w drugiej połowie XVII wieku wieś Bannica należała do starostwa krośnieńskiego. W latach 1975–1998 miejscowość administracyjnie należała do województwa krośnieńskiego.

## Historia
Balnicę założono jako wieś królewską, na prawie wołoskim w 1549, na podstawie przywileju wydanego przez starostę sanockiego Piotra Zborowskiego, Iwanowi, synowi Stecza, kniazia z Woli Michowej. Wieś początkowo nazywała się Bannica.
Balnicę tak opisano w lustracji dóbr królewskich z roku 1565:
Tę wieś ab anno Domini 1549 począł zasadzać niejaki Iwan Steczowicz nad potokiem Bannica rzeczonem, pod górą Beskiedem, przy wielkim lesie, w której na ten czas jest gospodarzów osiadłych ab anno Domini 1561 siedem, którzy wymierzywszy sobie łanów pięć, poczęli je kopać nie dawno, a iż wielkie i gęste lasy mają, tedy ich też mało wykopali. Żadnej dani nie dawają, bo jeszcze mają swobody ad decursum lat dwanaście.
Około 1560 próbowano bez powodzenia lokować na gruntach Balnicy nową wieś o nazwie Banniczka. W 1616 we wsi było już 17 łanów uprawnych.
W 1657 siedmiogrodzkie wojska Jerzego Rakoczego spustoszyły wioskę, a w 1686 podnoszącą się z ruiny Balnicę doszczętnie zrabowała banda węgierskich tołhajów. Straty oszacowano na 4 tysiące złotych. W wyniku I rozbioru Polski w 1772 weszła w skład obwodu liskiego cyrkułu samborskiego, a następnie sanockiego zaboru austriackiego. W połowie XIX wieku właścicielem posiadłości tabularnej w Balnicy był Jan Reisenbach.
W 1898 roku przez wieś uruchomiono linię kolei wąskotorowej. Po wytyczeniu granicy polsko-czechosłowackiej w 1918 prawie kilometrowy odcinek torów wąskotorówki pomiędzy Balnicą a Solinką znalazł się na terytorium Czechosłowacji i każdy przejeżdżający pociąg był eskortowany przez straż graniczną. Dopiero po zmianie granic w dniu 1 listopada 1938 cały szlak kolei znalazł się w granicach Polski – tzw. „Źródliska Udavy” (art. 1 Dekretu Prezydenta Rzeczypospolitej z 16 listopada 1938 roku Dz.U. z 1938 r. nr 87, poz. 585)
W 1921 mieszkało w Balnicy 470 osób (426 grekokatolików, 33 rzymskich katolików, 33 wyznania mojżeszowego). Krótko przed II wojną światową Balnica liczyła ok. 500 mieszkańców.
Należała do parafii greckokatolickiej w Maniowie i do łacińskiej w Bukowsku do 1927, następnie w Komańczy, a od 1979 w Nowym Łupkowie.

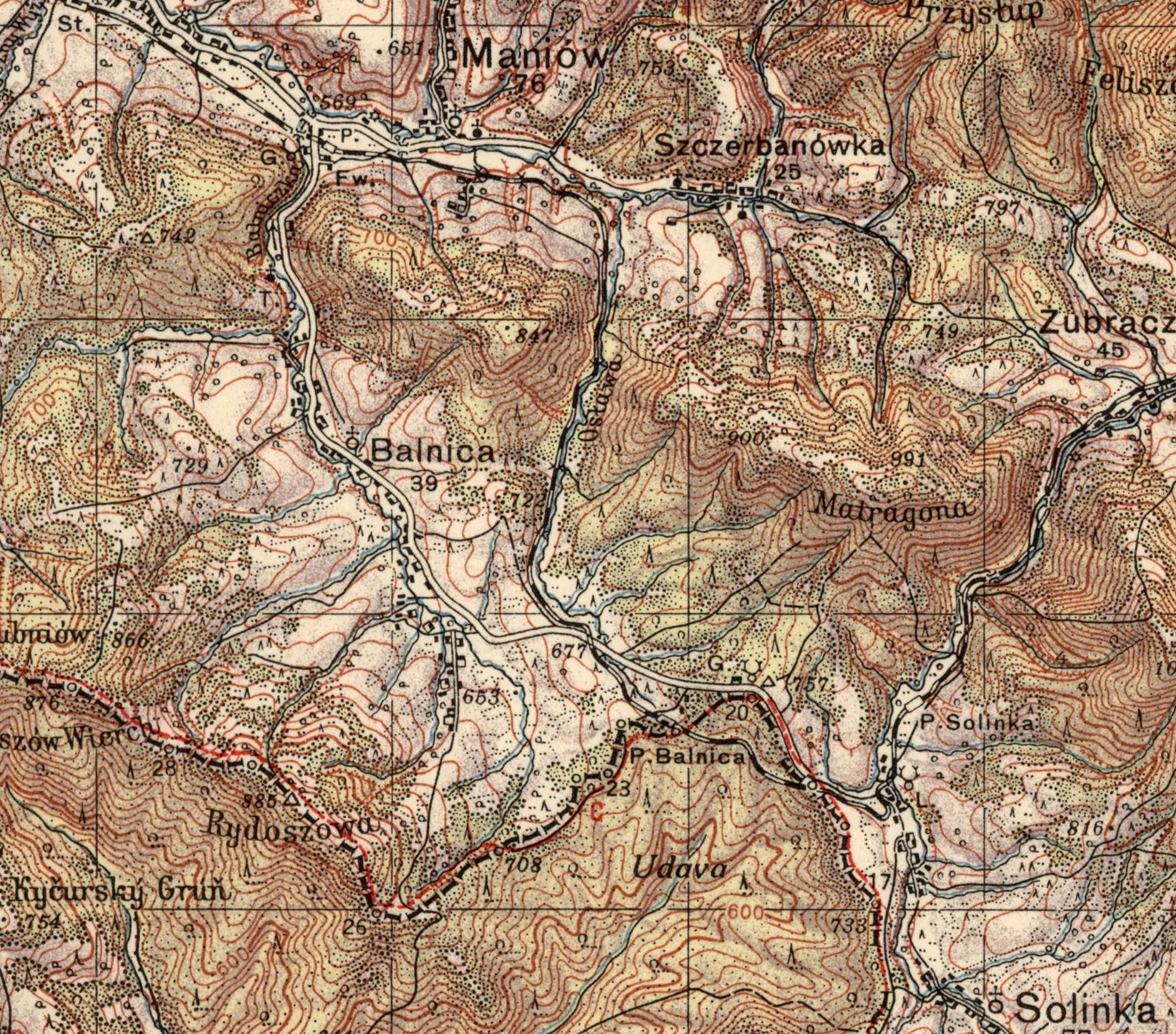
Wieś na mapie Wojskowego Instytutu Geograficznego z 1938 r.

W okresie międzywojennym istniała tu Placówka Straży Granicznej.
Wieś przestała istnieć po II wojnie światowej, kiedy to w 1947 roku cała ludność łemkowska została przesiedlona, w ramach akcji „Wisła”, do województwa szczecińskiego, gminy Trzebiatów, do wsi: Roby, Gorzysław, Bieczyno. Większość z obecnie żyjących mieszkańców mieszka we wspomnianych wsiach lub Trzebiatowie.
We wrześniu 2007 w 50. rocznicę założenia cerkwi greckokatolickiej (założonej między innymi przez byłych mieszkańców Balnicy) pod wezwaniem św. Piotra i Pawła w Trzebiatowie na teren nieistniejącej wsi powrócili dawni mieszkańcy, aby odprawić greckokatolicką panichidę na grobach przodków w intencji swoich rodzin i z okazji 60. rocznicy akcji „Wisła”.
Pozostałością po wsi jest cerkwisko (po dawnej cerkwi pozostały fragmenty muru i cmentarza) znajdujące się przy żółtym szlaku. Oprócz tego w Balnicy znajduje się kaplica (odnowiona przez „Magurycz”) otoczona kamiennym murkiem, a przed nią cudowne źródełko – przed wojną cel wędrówek okolicznej ludności.
Z kapliczką związana jest legenda. „Otóż zdarzyło się, że z Maniowa do Balnicy przechodził ślepy dziad, żebrzący po wioskach. Lato było wtedy wyjątkowo suche, stąd górskie potoki i studnie powysychały – trudno było o wodę do picia. Gdy zmęczony drogą żebrak usiadł w cieniu drzewa rosnącego tuż przy gościńcu, zdało mu się, że słyszy szmer wody. Poprosił przechodzącego drogą chłopa o zaczerpnięcie mu garnuszka płynu. Okazało się, że niewidomy dobrze słyszał – pomimo posuchy przy balnickim gościńcu biło źródełko. Kiedy napił się wody i obmył nią twarz, niemal natychmiast odzyskał wzrok. Ludzie, którzy byli świadkami tego zdarzenia, rozgłosili rzecz po okolicy, po czym nieopodal źródła postawiono okazałą kapliczkę, zaś wody zeń używali jako cudownego lekarstwa, szczególnie na wszelkie choroby oczu i przeciw urokom”.  Co roku w niedzielę zielonoświątkową odprawiano w niej nabożeństwo, w trakcie którego kapłan święcił źródło, a pobożni kmiecie pili cudowną wodę, obmywali nią twarz i chore miejsca, a także nalewali jej do flaszek i zanosili do swoich domów. Kaplica wraz ze źródłem była jednym z kilku w okolicy miejsc kultu religijnego dla wiernych obrządku greckokatolickiego. Okazjonalnie odprawiano w niej nabożeństwa odpustowe.
Obecnie w dolinie prowadzony jest w retortach wypał węgla drzewnego. Prawdziwą sensacją archeologiczną było pod koniec kwietnia 2006 roku odkopanie na terenie byłej wsi Balnica dzwonu kościelnego o średnicy ok. 1 m i wadze 635 kg. Prace konserwatorskie nad tym znaleziskiem prowadzi Muzeum Budownictwa Ludowego w Sanoku.
Jedyny budynek znajduje się na tzw. Strubiu przy stacji kolejki, gdzie niegdyś stała karczma i znajdowały się budynki zamieszkane m.in. przez rodziny Górnych i Stachurów.
Z Balnicy pochodzi Stephen Sulyk urodzony w 1924 roku – greckokatolicki metropolita Filadelfii.

## Infrastruktura i transport
Skrajem dawnej wsi przebiegają tory kolejki wąskotorowej, wybudowanej w 1898 roku jako linia łącząca Nowy Łupków z Cisną. Przy granicy państwowej znajduje się stacja kolejowa Balnica i dawne turystyczne przejście graniczne. Od 1997 roku przywrócony jest ruch turystyczny i Balnica stanowi końcową stację dla pociągów z Majdanu, kursujących codziennie w lipcu i sierpniu, a także w inne dni.

## Turystyka

### Szlaki turystyczne
- Nowy Łupków – Zubeńsko – Balnica stacja – Solinka – Roztoki Górne
- Maniów – Balnica – Balnica stacja – Osadné (Słowacja)